# Marek Czemplik
Marek Jan Czemplik (ur. 16 kwietnia 1958 w Ostrowie Wielkopolskim) – polski prawnik, adwokat, senator II kadencji.

## Życiorys
Ukończył w 1982 studia prawnicze na Wydziale Prawa i Administracji Uniwersytecie im. Adama Mickiewicza. Był członkiem Niezależnego Zrzeszenia Studentów. Odbył następnie aplikację sądową i adwokacką. Praktykował w Zespole Adwokackim nr 1 w Ostrowie Wielkopolskim, w 1992 zaczął prowadzić własną kancelarię w tym mieście.
W latach 1990–2002 zasiadał w radzie miejskiej Ostrowa Wielkopolskiego (pełnił funkcje przewodniczącego i wiceprzewodniczącego rady). Sprawował też mandat senatora II kadencji wybranego w województwie kaliskim (1991–1993).
Należał do Unii Demokratycznej, następnie Unii Wolności i Partii Demokratycznej.